# Alexandre Gallo
Alexandre Gallo (ur. 29 maja 1967) – brazylijski piłkarz występujący na pozycji pomocnika.

## Kariera piłkarska
Od 1986 do 2001 roku występował w klubach Botafogo, Vitória, Santos FC, Portuguesa, Guarani FC, São Paulo FC, Botafogo, Atlético Mineiro i Corinthians Paulista.

## Kariera trenerska
Po zakończeniu piłkarskiej kariery pracował jako trener w Villa Nova AC, Portuguesa,
Santos FC, FC Tokyo, Sport Recife, SC Internacional, Figueirense, Atlético Mineiro, EC Bahia, Santo André, Náutico, Al-Ain, Avaí FC, Náutico, Al-Qadsiah, Ponte Preta i Vitória.